# مايو إيموري
مايو إيموري (بالإنجليزية:May Emory) (مواليد أغسطس 1885 - ؟) ممثلة أمريكية. ظهرت في 28 فيلما بين عامي 1915 و1919. وهي زوجة الممثل هاري جريبون 

## روابط خارجية
- مايو إيموري على موقع IMDb (الإنجليزية)
- مايو إيموري على موقع قاعدة بيانات الفيلم (الإنجليزية)